# 木越洋
木越 洋（きごし よう、1953年 - ）は、日本のチェロ奏者。

## 経歴
学校法人桐朋学園高等部音楽科に入学し、卒業後桐朋学園大学音楽学部へ進学、斎藤秀雄にチェロを師事。1975年同大学ディプロマ・コースを修了。同年日本音楽コンクール第2位となる。その他にもミュンヘン国際音楽コンクール入賞、ジュネーヴ国際音楽コンクール・ディプロマ賞など受賞歴も多い。
新日本フィルハーモニー交響楽団のチェロ首席奏者を経て、1981年からNHK交響楽団のチェロ首席奏者となる。双方とも選考の結果での就任ではなく、オーケストラ側から請われての就任である。以来32年間同職に留まった。2010年には、「長年に亘り、優れた演奏技術でNHK交響楽団首席チェロ奏者としての重責を果たし、当団の演奏活動の声価を高めた」とされ、NHK交響楽団より第30回有馬賞が送られた。NHK交響楽団の定年年齢を過ぎても特別契約で在籍していたが、2013年6月20日に退団した。NHK交響楽団首席奏者として最後の仕事はマーラーの交響曲第5番であった。妻はピアニストの木越聰子で、同じく桐朋学園高等学校と桐朋学園大学を卒業している。

## 教職
洗足学園大学教授。桐朋学園大学非常勤講師。東京芸術大学非常勤講師でもあり、後進の育成でも活躍している。2008年よりNPO法人音楽博物館を主宰。

## 演奏スタイル
- 2007年より、ソロ演奏はエンドピンを伸ばして、立ったまま演奏する立奏スタイルを貫いている[2]。左手が安定せず技術的には困難な面があるが、立奏スタイルによりピアノやヴァイオリンにも負けないような大きく深い音がでるようになったとされている[2]。立奏する際には長いエンドピンは使用せず、通常の長さのエンドピンをボックス状の台の上に置くことで楽器の高さを調節している。

## 特記事項
- サンパルオーケストラのトレーナーの中心人物でもあり、毎年6-7月には広島県福山市沼隈町のサンパルホールに指導の為に数回通っている。木越は沼隈を第二の故郷と言い、年に何度も通う理由を｢沼隈の人や食べ物が好きだから｣と述べている[5]。
- 2000年、洗足学園大学よりストラディヴァリウスのチェロを貸与された。
- 楽器は過去にモンターニャやガルネリなどの楽器も使用していた。
- サイトウ・キネン・オーケストラの主要メンバーの一人である。
- 使用する弦は4本すべてドミナントを選択している[2]。

## 録音
- シューベルト&ラフマニノフ　木越洋 & セルゲイ・クドリャコフ 2007年11月　ASIN: B0011DSU66
- Song lll　CELLO with STRING ENSEMBLE & HARP あ佳音
- Song ll あ佳音
- Song あ佳音
- J.S.バッハ:無伴奏チェロ組曲(全曲) 2021年